# Чеснова, Лариса Васильевна
Лари́са Васи́льевна Чеснова (30 марта 1931, Москва — 23 января 2015) — советский и российский биолог, доктор биологических наук, главный научный сотрудник центра истории социокультурных проблем науки и техники ИИЕТ РАН.

## Биография
Родилась 30 марта 1931 года в Москве в семье известного архитектора и государственного деятеля В. И. Светличного.
В 1954 году после окончания кафедры энтомологии биолого-почвенного факультета Московского государственного университета им. М. В. Ломоносова поступила в аспирантуру ИИЕТ РАН.
В 1959 году защитила кандидатскую диссертацию «История прикладной энтомологии в России (вторая половина XIX в.)» по специальности «история науки и техники».
В 1988 году состоялась защита её докторской диссертации «Основные направления и тенденции развития эволюционных идей в паразитологии».
Умерла 23 января 2015 года. Похоронена на Новодевичьем кладбище вместе с отцом (участок 8, ряд 3, могила 15).

## Научная деятельность
Л. В. Чеснова — автор более чем 200 научных трудов и публикаций, наиболее известны монографии:
- Чеснова Л. В. Очерки из истории прикладной энтомологии в России / АН СССР. Ин-т истории естествознания и техники. — М.: Изд-во АН СССР, 1962. — 132 с.
- Чеснова Л. В. Проблемы общей энтомологии : Развитие трансмиссивной теории / АН СССР. Ин-т истории естествознания и техники. — М.: Наука, 1974. — 208 с.
- Чеснова Л. В. Преемственность научных школ в энтомологии / АН СССР. Ин-т истории естествознания и техники. — М.: Наука, 1980. — 176 с.
- Чеснова Л. В. Основные этапы развития экологии насекомых в СССР / Отв. ред. В. И. Назаров; АН СССР, Ин-т истории естествознания и техники. — М.: Наука, 1988. — 176 с. — ISBN 5-02-004648-5.
- Чеснова Л. В., Стриганова Б. Р. Почвенная зоология — наука XX века / Отв. ред. Г. В. Добровольский; РАН. Ин-т истории естествознания и техники им. В. И. Вавилова, Ин-т пробл. экологии и эволюции им. А. Н. Северцова. — М.: Янус-К, 1999. — 156, [8] с. — ISBN 5-8037-0024-X.